# 普拉蒂 (雷焦卡拉布里亚广域市)
普拉蒂（義大利語：Platì），是意大利雷焦卡拉布里亞廣域市的一个市镇。总面积50平方公里，人口3763人，人口密度75.3人/平方公里（2009年）。ISTAT代码为080060。